# Şehzade Mehmed Nizameddin
Şehzade Mehmed Nizameddin Efendi (turco ottomano: شهزادہ محمد نظام الدین; Istanbul, 18 dicembre 1908 – Locarno, 19 marzo 1933) è stato un principe ottomano, figlio di Şehzade Yusuf Izzeddin e nipote del sultano Abdülaziz.

## Biografia

### Origini
Şehzade Mehmed Nizameddin nacque a Istanbul, a Palazzo Beşiktaş, il 18 dicembre 1808. Suo padre era Şehzade Yusuf Izzeddin, figlio maggiore del sultano ottomano Abdülaziz. Sua madre era la sua sesta consorte, Leman Hanım. Aveva un fratellastro paterno maggiore, Şehzade Mehmed Bahaeddin, nato e morto nel 1883, e due sorelle, una maggiore, Hatice Şükriye Sultan, e una minore, Mihriban Mihrişah Sultan.
Suo padre si suicidò quando lui aveva otto anni. 

### Istruzione e carriera
Nizameddin fu istruito nel Padiglione Ihlamur. Nel 1918 serviva nell'esercito ottomano come sergente di fanteria e secondo stato maggiore generale. 

### Esilio
La dinastia ottomana fu esiliata nel 1924. Nizameddin e sua sorella Mihrişah si trasferirono in Romania. L'esilio ebbe un effetto pesante su Nizameddin, che si dedicò a uno stile di vita malsano che lo fece ammalare. Soffriva di problemi di alcolismo e infine prese la tubercolosi. Sua madre lo raggiunse per assisterlo, mentre Mihrişah venne invitata dalla loro sorella Şükriye a raggiungerla a Il Cairo, in Egitto.
Su indicazione del medico nel 1931 Nizameddin si recò a Locarno, in Svizzera, ma era ormai alle fasi terminali della malattia. 
In Svizzera venne raggiunto e accudito da Şehzade Osman Füad. 

### Morte
Nizameddin morì il 19 marzo 1933 a Locarno. Şehzade Osman Füad si occupò di trasportare il suo corpo a Il Cairo, dove fu sepolto. Il 16 agosto 1967, addolcite o revocate le leggi sull'esilio, le sue spoglie furono traslate a Istanbul, nel mausoleo Mahmud II. 

## Onorificenze
- Ordine della Casa di Osman[4]